# Kreditscoring
Kreditscoring (englisch scoring, „Punkte sammeln“) ist im Finanzwesen der Anglizismus für eine Risikoklassifizierung durch Wirtschaftsauskunfteien oder Ratingagenturen, welche die Kreditwürdigkeit von Privatpersonen in Risikoklassen einstuft und von Gläubigern genutzt wird.

## Allgemeines
Scoring ist ein finanzmathematisch-statistisches Verfahren, das die Eintrittswahrscheinlichkeit bestimmter Ereignisse berechnet. Die Wahrscheinlichkeit wird durch den „Score-Wert“ angegeben. Beim Kreditscoring soll das Zahlungsverhalten von Schuldnern analysiert werden; das mit der Eintrittswahrscheinlichkeit gemessene Kreditereignis ist hierbei die zentrale Größe. Ein Scoring muss stets ein wissenschaftlich anerkanntes mathematisch-statistisches Verfahren sein.

## Inhalt
Ausgewertet werden personenbezogene Daten wie Lebensalter, Geschlecht, Güterstand, Beruf, Arbeitgeber, Betriebszugehörigkeit, Arbeitseinkommen, Vermögen, Schulden, Konsumverhalten oder aufgenommene Bankkredite. Einige dieser Daten werden einer Gewichtung unterzogen, weil sie (wie Arbeitseinkommen oder Zahlungsverhalten) eine größere Bedeutung als andere Daten aufweisen. Viele persönlichen Daten unterliegen einer permanenten Veränderung, so dass wegen der Aktualität hohe Anforderungen an das Änderungsmanagement zu stellen sind.
Darüber hinaus wird das Zahlungsverhalten anhand der Rückmeldungen von Gläubigern und Eintragungen in öffentlichen Registern erfasst. Gemessen wird anhand empirischer Daten von Gläubigern (Zahlungsrückstände, Zahlungsrisiken) oder aus Registern (Handelsregister, Schuldnerverzeichnis), welche die Wahrscheinlichkeit eines Ausfall- oder Kreditrisikos wiedergeben. Die Daten wie Forderungsverlust, Insolvenz oder Zahlungsverzug stellen überwiegend eine Negativauslese dar, um das Insolvenzrisiko des (künftigen) Schuldners einschätzen zu können.
Überwiegend ist eine Punktevergabe üblich. Die konkreten Regeln und Algorithmen einer Punktevergabe und -gewichtung werden „Scorekarte“ (englisch scorecard) genannt nach dem gleichlautenden Begriff aus dem Sport. Es gibt verschiedene Techniken, um geeignete Scorekarten zu entwickeln, wie etwa die Logistische Regression, Diskriminanzanalyse, Künstliche neuronale Netze und andere Data-Mining-Methoden.

## Kreditscoring der Schufa (Deutschland)
Die Schufa bietet ihren Kunden seit 1997 zusammen mit der Bonitätsauskunft über einzelne Verbraucher einen Score-Wert auf Basis der bei ihr gespeicherten Daten an. Das ist ein Wert von 1 bis 100 %, der dem jeweiligen Verbraucher zugeordnet wird und die Wahrscheinlichkeit eines Kreditausfalles angibt. Beim verwendeten Punktesystem steht die höchste Punktzahl 100 (%) für die Risikoklasse „kein Kredit- oder Zahlungsrisiko“, bei geringeren Punktzahlen erhöht sich das Kreditrisiko entsprechend. Je niedriger der Score-Wert, desto höher ist die Ausfallwahrscheinlichkeit. Der Score-Wert ist abhängig vom Zweck, für den er angefragt wird – so erhalten beispielsweise Versicherungen andere Score-Werte als Mobilfunkanbieter. Jeder Verbraucher kann bei der Schufa die Score-Übermittlung zu seiner Person untersagen. Vielfach machen Unternehmen jedoch die Aufnahme einer Geschäftsbeziehung von einer positiven Schufa-Bewertung abhängig. Seit Anfang 2007 ist in der Eigenauskunft der Schufa der eigene Basis-Score-Wert in %-Werten zu sehen.
Die Schufa-Branchen-Scores wurden 2001 überarbeitet. Das Score-Verfahren basiert auf dem logistischen Regressionsmodell, das die Eintrittswahrscheinlichkeit eines Zufallsereignisses mit zwei möglichen Ausgängen modelliert. Für das Verfahren von 2001 wurden ca. 6,7 Mio. anonymisierte Datensätze über eine „Reifezeit“ von 15 Monaten ausgewertet.
Von dem Branchenscore gibt es 7 verschiedene Arten, und zwar Hypothekenbanken, Versandhandel, Handel, Telekommunikation, Genossenschaftsbanken und Sparkassen, Banken und die Schufa-Business-Line.
Seit April 2010 konnten Verbraucher entsprechend § 34 Abs. 4 BDSG a. F. eine Auskunft über die historischen Wahrscheinlichkeitswerte – das heißt SCHUFA-Scores, die innerhalb der vergangenen 12 Monate an Schufa-Vertragspartner übermittelt wurden – erhalten.
Zu den Merkmalen, welche die Schufa berücksichtigt, zählen beispielsweise Einträge über offene Kredite und über rechtsgültig gewordene Mahn- oder Vollstreckungsbescheide. Die Schufa hält die Einzelheiten zur Berechnungsformel und zu den einfließenden statistischen Merkmalen ihres Scoring-Systems geheim.
Bis 2001 ist das Einholen einer Eigenauskunft als negatives Merkmal in das Scoring eingeflossen; nach massiven Protesten stellte die Schufa diese Praxis nach eigenen Angaben ein.
Aus den vom Kreditgeber so erfragten und maschinell ermittelten Daten wird eine Risikoklassifizierung ermittelt und die Kreditentscheidung vorbereitet.

## Interne und externe Scores
Kreditscores können auf eigenen Daten eines Unternehmens (etwa Personenstammdaten, Kreditvertragsdaten, Kontoführung) beruhen oder auf externen Daten, etwa von Auskunfteien.
Intern ermittelte Kreditscores müssen nicht mit externen Ratings übereinstimmen, so dass sich u. U. unterschiedliche Ausfallwahrscheinlichkeiten für denselben Schuldner ergeben. Dies liegt vor allem an unterschiedlichen Gewichtungen, Informationsdefiziten oder fehlender Aktualität. Kreditinstitute erstellen intern „point in time“-Ratings, also einer Ausfallprognose für ein Jahr nach dem Beurteilungszeitpunkt, während externe Ratings auf einem „through the cycle“-Ansatz beruhen, also einer Ausfallprognose über einen Konjunkturzyklus hinweg.

## Kreditscoring-Modell
Das Kreditscoring-Modell weist gegenüber konventionellen Verfahren Vor- und Nachteile auf:

### Vorteile
- Standardisierung, persönliche Präferenzen des Kreditsachbearbeiters werden ausgeschaltet.
- Empirisch validierbar (objektiv nachvollziehbar).
- EDV-technische Verfeinerung möglich.
- Für die Kreditgeber (das Verfahren ist auch bei der Warenkreditversicherung einsetzbar) wird der Kreditentscheidungsprozess durch Automatisierung wirtschaftlicher.
- Beschleunigung der Kreditentscheidung.
- Zeit- und Kostenersparnis.

### Nachteile
- Die persönliche Erfahrung der Kreditsachbearbeiter fließt meist nicht ein. Eine langjährige Geschäftsbeziehung zum Kreditnehmer (Kundenberatung) stellt oftmals einen Informationsvorteil dar. Der Kreditsachbearbeiter entscheidet über seinen ganzheitlichen Eindruck vom Kreditnehmer. Einige technische Scoring-Lösungen berücksichtigen allerdings derartige Daten.
- Die Daten sind eventuell problematisch (Datenschutz).
- Die Entscheidung wird eventuell auf Basis veralteter oder fehlerhafter Daten getroffen (Datenqualität).
- Weitergabe oder Handel mit Daten sind – begrenzt – möglich.
- unzureichende Berücksichtigung qualitativer personenbezogener Daten.
- ständige Aktualisierung nötig.

## Übernahme durch Gläubiger (Deutschland)
Wenn gewerbliche Gläubiger (Kreditinstitute, Nichtbanken einschließlich Versicherungsunternehmen) das Kreditscoring von den Auskunfteien übernehmen wollen, müssen sie Mitglied oder Kunde der Auskunfteien sein und für deren Dienstleistungen ein Entgelt entrichten. Das übernommene Kreditscoring gehört neben weiteren Kreditunterlagen zur Grundlage der Kreditwürdigkeitsprüfung, die entweder bei erstmaliger Kreditgewährung, bei der turnusmäßigen Kreditüberwachung während der Kreditlaufzeit und bei Prolongationen durchzuführen ist.
Rechtsgrundlage für Kreditinstitute sind § 18 KWG sowie die Kapitaladäquanzverordnung (englische Abkürzung CRR), die in Art. 144 Nr. 1a CRR eine aussagekräftige Beurteilung jedes Schuldners verlangt, wobei ein Ratingsystem den Risikomerkmalen von Schuldner und Geschäft Rechnung tragen muss (Art. 170 Nr. 1 CRR) und bei Kreditgenehmigungen jedem Schuldner ein Rating zuzuordnen ist (Art. 172 Nr. 1a CRR). Ein Rating setzt voraus, dass den Kreditinstituten entsprechende Unterlagen über Vermögen, Schulden und Einkommen des Kreditnehmers vorliegen. Da die CRR als Ausführungsbestimmung des § 10 KWG anzusehen ist, gilt sie im Verhältnis zum KWG als „lex specialis“, dem Vorrang eingeräumt werden muss vor den allgemeinen Bestimmungen des § 18 KWG.

## Datenschutz (Deutschland)
Da personenbezogene Daten durch Auskunfteien gespeichert und verarbeitet werden, sind die Datenschutzbestimmungen zu beachten.

### Bundesdatenschutzgesetz
Nach § 30 Abs. 1 BDSG muss eine Wirtschaftsauskunftei persönliche Daten, die zur Bewertung der Kreditwürdigkeit von Verbrauchern genutzt werden dürfen und zum Zweck der Übermittlung erhoben, gespeichert oder verändert werden, Auskunftsverlangen von Kreditgebern aus anderen EU-Mitgliedstaaten genauso behandeln wie Auskunftsverlangen inländischer Darlehensgeber. Wer den Abschluss eines Verbraucherdarlehensvertrags mit einem Verbraucher infolge einer Auskunft einer Wirtschaftsauskunftei ablehnt, hat den Verbraucher unverzüglich hierüber sowie über die erhaltene Auskunft zu unterrichten (§ 30 Abs. 2 BDSG).
Die Verwendung eines Wahrscheinlichkeitswerts über ein bestimmtes zukünftiges Verhalten einer natürlichen Person zum Zweck der Kreditentscheidung über die Begründung, Durchführung oder Beendigung eines Vertragsverhältnisses mit dieser Person (englisch scoring) ist gemäß § 31 BDSG nur zulässig, wenn die Vorschriften des Datenschutzrechts eingehalten wurden, die zur Berechnung des Wahrscheinlichkeitswerts genutzten Daten unter Zugrundelegung eines wissenschaftlich anerkannten mathematisch-statistischen Verfahrens nachweisbar für die Berechnung der Wahrscheinlichkeit des bestimmten Verhaltens erheblich sind, für die Berechnung des Wahrscheinlichkeitswerts nicht ausschließlich Anschriftendaten genutzt wurden und im Fall der Nutzung von Anschriftendaten die betroffene Person vor Berechnung des Wahrscheinlichkeitswerts über die vorgesehene Nutzung dieser Daten unterrichtet worden ist; die Unterrichtung ist zu dokumentieren.

### Datenschutz-Grundverordnung
Die in allen EU-Mitgliedstaaten geltende Datenschutz-Grundverordnung (DS-GVO) soll die Grundrechte und Grundfreiheiten natürlicher Personen schützen und insbesondere deren Recht auf Schutz personenbezogener Daten. Sie betrifft gemäß Art. 2 Abs. 1 DS-GVO die automatisierte Verarbeitung personenbezogener Daten sowie die nicht-automatisierte Verarbeitung personenbezogener Daten, die in einem Dateisystem gespeichert sind oder gespeichert werden sollen. "Personenbezogene Daten" sind nach Art. 4 Abs. 1 DS-GVO alle Informationen, die sich auf eine identifizierte oder identifizierbare natürliche Person beziehen.
Wenn Kreditentscheidungen von Kreditgebern maßgeblich vom Kreditscoring der Auskunfteien wie der Schufa abhängen, handelt es sich nach dem Urteil des EuGH vom Dezember 2023 um automatisierte Entscheidungen einschließlich Profiling nach Art. 22 Abs. 1 DS-GVO. Hiernach kann der Kreditnehmer oder Schuldner gegen derartige Entscheidungen Widerspruch einlegen, wenn sie ihm gegenüber Rechtswirkungen entfalten (Ablehnung eines Kreditantrages, Kreditkündigung) oder ihn in ähnlicher Weise erheblich beeinträchtigen. Wenn die Ermittlung des Score-Wertes nur als eine vorbereitende Handlung zu der eigentlichen „Kreditwürdigkeits-Entscheidung“ (etwa der Kreditinstitute) im Sinne von Art. 22 Abs. 1 DS-GVO anzusehen wäre, muss die Wertermittlung nicht die besonderen Anforderungen von Art. 22 Abs. 2 bis 4 DS-GVO an automatisierte Entscheidungen erfüllen.
Nach ständiger Rechtsprechung des EuGH muss jede Verarbeitung personenbezogener Daten mit den in Art. 5 DS-GVO festgelegten Grundsätzen für die Verarbeitung personenbezogener Daten im Einklang stehen und in Anbetracht des in Art. 5 Abs. 1a DS-GVO vorgesehenen Grundsatzes der Rechtmäßigkeit der Verarbeitung eine der in Art. 6 DS-GVO aufgeführten Bedingungen für die Rechtmäßigkeit der Verarbeitung erfüllen. Das noch im Januar 2014 vom Bundesgerichtshof (BGH) auch im Hinblick auf die Berechnungsmethoden des Score-Werts gesicherte Geschäftsgeheimnis der Schufa wurde durch den EuGH im zitierten Urteil insoweit eingeschränkt, als auch die speziellen Auskünfte durch die Schufa nach Art. 15 Abs. 1h DS-GVO erteilt werden müssen.

## Auskunfteien
Wirtschaftsauskunfteien mit Kreditscoring sind in Deutschland insbesondere Creditreform oder Crif, in Österreich gibt es den Kreditschutzverband von 1870, dort und in der Schweiz Bisnode. In den USA gibt Equifax und in der Volksrepublik China das Sozialkredit-System.

## Wirtschaftliche Aspekte
Die Erstellung von Score-Werten beruht auf der Annahme, dass durch die Zuordnung einer Person zu einer Gruppe anderer Personen mit vergleichbaren Merkmalen, die sich in einer bestimmten Weise verhalten haben, ein ähnliches Verhalten vorausgesagt werden kann.
Das Kreditscoring gehört für Gläubiger insbesondere bei Dauerschuldverhältnissen (Handy-, Kredit-, Leasing-, Miet-, Versicherungsvertrag) zu den wesentlichen Kreditunterlagen. Es dient oft jedoch nicht nur zur Bonitätsprüfung, sondern auch der Preiskalkulation (Bankkalkulation: Kreditmarge, Prämienkalkulation: Versicherungsprämie). Bei einer Risikoverschlechterung kann sich das Margenraster der Kreditmarge (englisch margin grid) verschlechtern oder die Versicherungsprämie erhöhen.
Der Entscheidungsträger trifft anhand der Kreditunterlagen eine Kreditentscheidung, die im Rahmen der Unternehmensziele (Risikotragfähigkeit, Rentabilität) liegen muss (Zielkonformität). Die sich aus dem Kreditscoring ergebende Abstufung in Risikoklassen führt dazu, dass bei erhöhtem Risiko bestehende Verträge mit ungünstigeren Tarifen versehen oder gar gekündigt werden und neue Verträge nicht geschlossen werden.
Je genauer und aktueller das zugrunde liegende Scoring-Modell die Wirklichkeit abbildet, desto weniger Kreditausfälle wird es geben.

## Abgrenzung
Der Begriff des Ratings wird weitgehend für die Analyse von Unternehmen, Staaten und Gebietskörperschaften durch Ratingagenturen verwendet.